# 楠田亜衣奈と楠浩子の「くす×くすHOUSE」
『楠田亜衣奈と楠浩子の「くす×くすHOUSE」』（くすだあいなとくすのきひろこのくすくすはうす）は、2016年8月2日からニコニコ生放送のたんぽぽチャンネルで動画付き、WALLOPで音声のみ（動画と同内容）で放送されているラジオ番組である。
パーソナリティは楠田亜衣奈と楠浩子。

## 番組概要
この番組は、楠田亜衣奈と楠浩子の二人のおうち「くす×くすHOUSE」でリスナーと一緒にゆるゆるまったり過ごすホームメイドラジオ番組。
芸能事務所ダンデライオン所属の女性声優である楠田亜衣奈と、芸能事務所LEOPARD STEEL所属の女性声優の楠浩子の2人によるラジオ番組である。火曜21:00からの1時間枠であり、前半30分が無料枠、後半30分がニコニコ生放送たんぽぽチャンネルでの有料枠となっている。前半30分は同時にWALLOPで音声配信もなされている。
基本的にニコニコ生放送での生放送での提供がされており、アンケート機能やコメントでのやりとりなどインタラクティブな配信番組となっている。
2016年11月8日放送回でダンデライオン所属声優である千菅春香がゲストとして出演した際、話の流れで準レギュラー化が決まり、同年12月以降月に一度（第2火曜日）千菅春香も参加する「楠田亜衣奈&千菅春香&楠浩子のくす×ちす×くすHOUSE」が行われている。

### 放送時間
毎週更新
2016年8月2日 (第1回) ～
本放送: 毎月1～3週火曜日 21:00 - 22:00

## コーナー

### 無料枠
普通のお便り「ふつおた」
いわゆる「ふつおた」を紹介するコーナー。
今月の新刊
二人がチェックしているマンガの新刊情報を勝手に紹介するコーナー。
理想の少女漫画を作ろう
少女漫画にありそうなシチュエーションやストーリーを募集。
くす×くすさせて♥
爆笑でもダメ、つまらなくてもダメ、パーソナリティ二人をくすっとさせるリスナーのおもしろエピソードを紹介するコーナー。
ねぇねぇ、俺の話聞いて！
パーソナリティを家族の誰かに見立ててリスナーが聞いてほしい話を募集するコーナー。
きゅんきゅん選手権（2017/03/14（第23回）～）
リスナーから胸きゅんな話を募集。それをパーソナリティがきゅんとしたかどうかを判定、最後にはその回で最もきゅんとしたお便りを決定するコーナー。
くすくすカルタを作ろう！（2017/04/18（第27回）～）
みんなでカルタを考えるコーナー。リスナーからくすくすハウスやパーソナリティに因んだ文章を募集。
共感アンケート（2017/04/18（第27回）～）
リスナーからみんなの共感を集めるアンケートを募集し、ニコ生アンケートを利用し、視聴者とパーソナリティの共感する選択肢を突き合わせるコーナー。
くすくす回覧板（2017/05/2（第28回）～）
パーソナリティの近況トークのコーナー。

### 有料チャンネル配信枠
ムチャぶりゲーム対決
番犬ガオガオ、ジェンガ、黒ひげ危機一髪などのゲーム対決し、負けたほうには、罰ゲーム。
4コマプレゼン対決
自分の好きなもの（マンガや本、映画など）を4コマ漫画で紹介。どちらのプレゼンが良かったのかニコ生のアンケート機能によってリスナーが決定するコーナー。
お絵かき対決
リスナーからのお題を元に即興お絵かき対決。ニコ生のアンケートによって勝敗を決め、負けたほうには、罰ゲーム。

## ゲスト
- 2016年11月8日（第11回） - 千菅春香[6]
- 2017年10月24日（第45回）、11月7日（第46回） - 山口立花子[7]（公開収録回）

### くす×ちす×くすHOUSE
- 2016年12月13日（第14回）
- 2017年1月20日（第17回）、2月14日（第20回）、3月14日（第23回）、4月11日（第26回）、5月9日（第29回）、6月13日（第32回）、7月11日（第34回）、8月8日（第37回）、9月12日（第40回）、10月10日（第43回）、11月14日（第47回）

## 番組関連イベント
| 公演年 | タイトル                                                                                          | 公演日・会場                                      | 備考 |
| ------ | ------------------------------------------------------------------------------------------------- | ------------------------------------------------- | --- |
| 2017年 | たんぽぽチャンネルPresents 「楠田亜衣奈＆千菅春香＆楠浩子のくす×ちす×くすHOUSE」 公開収録イベント | 10月21日・渋谷 東京カルチャーカルチャー（東京都） | MCに楠田亜衣奈・千菅春香・楠浩子、ゲストに山口立花子                                                                                |
| 2018年 | たんぽぽチャンネルPresents たんぽぽ祭り2018                                                       | 3月24日・オルタナティブシアター（東京都）         | たんぽぽチャンネルの番組「くす×ちす×くすハウス」と「渡部優衣の虎視豚々」の合同イベント 楠田亜衣奈・千菅春香・楠浩子・渡部優衣が参加 |